# Chizumulu
Chizumulu je manji od dva otoka u jezeru Malavi (veći je Likoma) koji zajedno čine okrug Likoma. Oba ova otoka leže samo nekoliko kilometara od Mozambika i u potpunosti su okruženi mozambičkim teritorijalnim vodama, ali pripadaju Malaviju. Oni su, dakle, eksklave Malavija. To se dogodilo jer su otoke kolonizirali anglikanski misionari koji su se širili istočno iz Nyasalanda, a ne Portugalci koji su kolonizirali Mozambik. Britanci su izvorno polagali pravo na cijelo jezero Nyasa/Jezero Malawi, ali su 1954. potpisali sporazum s Portugalom, koji je priznao središte jezera kao granicu između njihovih posjeda i Mozambika, čime su ti otoci postali enklave.
Do Chizumulua se može doći parobrodom iz luke Nkhata Bay na kopnu Malavija. Parobrdo MV Ilala, koji svaki tjedan prelazi jezero Malavi, zaustavlja se u Chizumulu. Manji brodovi, uključujući jedrenjake dhow, prelaze tjesnac između Likome i Chizumulua.
Na otoku živi  oko 3000 ljudi. Kao i Likoma, otok uvozi većinu hrane s kopna. Struje na otoku ima od 6. od 10 do 17 sati popodne (s pauzom između 12 i 14 sati) popodne). Cesta na otoku nema . Međutim, postoji dobro izgrađena staza koja se proteže oko vanjske strane otoka, a koju se može obići za oko tri sata.
Otok se sastoji od dva velika brda, s ravnijim područjem na jugu. Plantaže manioke pokrivaju veći dio nižih padina brda, dok su gornji dijelovi pošumljeni. Prisutno je mnogo stabala baobaba.
Mještani govore Nkamanga dijalektom, dijalektom Chitumbuka.

## Vanjske poveznice
- Objava na blogu o putovanjima
- Fotografije na world-traveller.org